# Sovětský hladomor 1946–1947
Hladomor v Sovětském svazu v letech 1946–1947 byl poslední velký hladomor, který zasáhl Sovětský svaz. Primárními příčinami byly důsledky druhé světové války a sucho, ale katastrofální průběh byl následek politického vedení, stalinistického přerozdělování a bezohlednosti k lidským životům, se kterou SSSR nepřestal exportovat potraviny v době dělení Evropy. Odhady celkového počtu obětí hladomoru se velmi různí a nejčastěji oscilují mezi 1 a 1,5 milionem lidí.
V reakci na sucho byl Stalinem v roce 1948 vyhlášen megalomanský plán na zavlažování stepních oblastí zvaný Velká přeměna přírody, opuštěný po jeho smrti roku 1953.

## Průběh
Sovětský hladomor vypukl na začátku července roku 1946 a svého vrcholu dosáhl v únoru až srpnu 1947, poté začal rychle ztrácet na intenzitě, ačkoli se ještě v roce 1948 objevilo určité množství úmrtí s ním souvisejících.
Událost zasáhla většinou oblasti produkující obilí, jako je Ukrajina, Moldavsko a centrální části Ruska. Situaci způsobilo sucho, jehož účinky byly umocněny celkovou devastací následkem války. Sklizeň obilí v roce 1946 činila 39,6 milionu tun, což bylo 2,4krát méně než v roce 1940. Za války došlo k výraznému poklesu počtu práceschopných mužů ve venkovském obyvatelstvu na úroveň z roku 1931 a navíc zde byl nedostatek zemědělských strojů i tažných zvířat. 
Sovětská vláda poskytla pomoc venkovským oblastem ze svých obilných rezerv a požádala o pomoc organizaci UNRRA. Pomoc přišla také z řad ukrajinské diaspory v Severní Americe.